# Pietro Peregrosso
Pietro Peregrosso, il Milanese, (né vers 1225 à Milan en Lombardie, Italie,  et mort à Rome, entre le 23 juillet et le 1er août 1295 est un cardinal italien du XIIIe siècle.

## Repères biographiques
Peregrosso étudie à l'université de Bologne et à l'université d'Orléans. Il est chanoine à Paris et vice-chancelier de la Sainte Église romaine. Il est assistant du futur cardinal Glusiano di Casate à la commission pour la révision de la règle de l'ordre des franciscains, qui résulte dans la promulgation du décret Exiit qui seminat.
Peregresso est créé cardinal par le pape Nicolas IV lors du consistoire du 16 mai 1288. Le cardinal Peregresso est camerlingue du Sacré Collège de  1288 à 1295. Avec les cardinaux Latino Malabranca Orsini et Benedetto Caetani, Peregrosso est chargé d'intervenir dans le conflit entre le roi excommunié Denis de Portugal et les évêques locaux.
Le cardinal Peregrosso participe au conclave 1292-1294, lors duquel Célestin V est élu et au conclave de 1294 (élection de Boniface VIII).